# Siri Barje
Siri Ebba Aurore Barje, född 10 maj 1988, är en svensk kock och kokboksförfattare. Hon är TV-kock på Nyhetsmorgons "Kökets middag".
Barje är utbildad kock vid Grythyttans Restaurangskola och har jobbat på restaurang Shibumi i Stockholm samt drivit en vegetarisk sommarrestaurang på Öland. Barjes kokbok Snabbmat för gröna gourmander: ett stekt ägg är också middag gavs ut 2016 på Bonnier Fakta. Barje driver en matblogg, ett instagramkonto och poddcasten Margarinet – en matpodd med Siri och Frida tillsammans med kollegan Frida Lund.
År 2020 var hon en av de tävlande kockarna i Kockarnas kamp på TV4. 
Sedan 2021 driver hon podcasten Tack för maten med Kristoffer Triumf.